# Joseph Louis Marie Andlauer

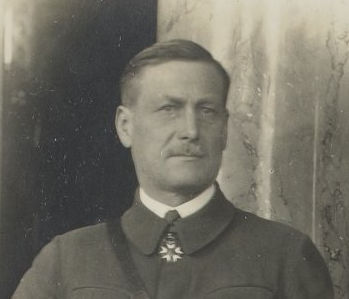
Andlauer (um 1919/1920)

Joseph Louis Marie Andlauer (* 19. Mai 1869 in Fontenay-le-Vicomte; † 7. Februar 1956 in Paris) war ein französischer General und 1918/19 oberster Dienstherr der französischen Militärverwaltung des Saargebiets.

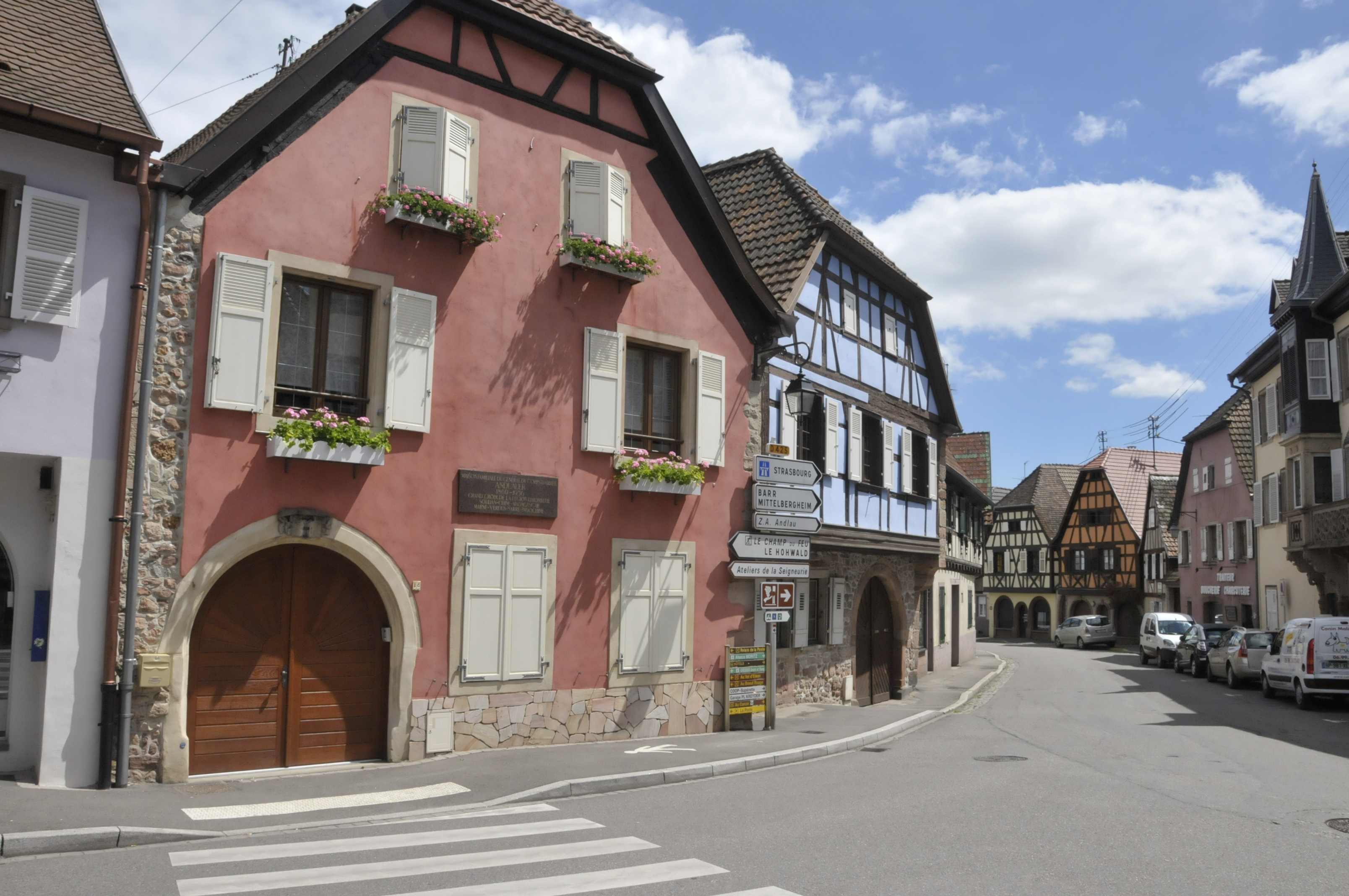
Familiensitz der Andlauers in Andlau

## Leben
Andlauers Vater war Organist der katholischen Kirche in Andlau im Elsass, wo auch das Haus der Familie steht.
Andlauer besuchte von 1887 bis 1889 die Militärschule Saint-Cyr. Am 1. Oktober 1889 begann er seine militärische Karriere als Unterleutnant bei der Marineinfanterie. In den 1890er Jahren diente er im Sudan, dann im 2. Regiment der Tirailleurs sénégalais. In den folgenden Jahren stieg er kontinuierlich auf. Mit Kriegsbeginn 1914 war er Kommandeur des 305. Infanterieregiments, von November 1914 bis Juni 1916 als Brigadegeneral Kommandeur der 126. Infanterie-Brigade. Er stieg zum Divisionsgeneral auf und war während der Schlacht um Verdun vom 20. Juni 1916 bis zum 2. Juli 1917 Kommandeur der 63. Infanteriedivision am östlichen Maas-Abschnitt. Zwischen 12. Dezember 1917 bis zum Februar 1919 befehligte er schließlich noch die 18. Infanteriedivision. Während der Maas-Argonnen-Offensive dem XVII. Korps (unter General Henri Claudel) unterstellt, deckte er am 8. Oktober 1918 den rechten Flügel der bei Consenvoye über die Maas vorbrechenden 29. US-Division.
Nach dem Ersten Weltkrieg wurde Andlauer zum Generaloberst befördert.
Vom 17. Februar 1919 bis zum 20. November 1919 war Andlauer dann Chef der französischen Militärverwaltung im Saargebiet („Administrateur supérieur de la Sarre“). Vom 4. Juni 1929 bis zum 2. Juli 1930 war er Kommandeur des XXXII. Korps. Nach dem Zweiten Weltkrieg war Andlauer wieder in der Saarregion: Im Mai 1946 war er Präsident der „Association française de la Sarre“.

## Nachkommen
Andlauer hatte fünf Söhne und eine Tochter, von denen er zwei Söhne überlebte.
- Jacques François Eugène (1899–1918): Militärmedaille, Croix de guerre, am 22. Oktober 1918 im Alter von 19 Jahren für Frankreich gefallen.
- Philippe Marie Joseph (1900–1944): Ehrenlegion, Militärmedaille, Croix de guerre, unternehmungslustiger Mensch und hervorragender Zeichner, starb 1944 eines langsamen Todes an den Folgen des Gaskrieges an der Front während des Ersten Weltkrieges im Jahre 1918.
- Maurice Auguste (1902–1981): Ehrenlegion, Croix de guerre, Médaille de la Résistance mit Rosette, Leiter des Netzwerks während des Krieges 1939, zusammen mit seiner Frau Joséphine, geb. Bachasse Dufier (Médaille de la Résistance).
- Pierre Henri (1904–1990): Ehrenlegion, Croix de guerre, Kolonialmedaille, Pilot im Indochinakrieg, danach Plantagenbesitzer und Zitruspflanzenzüchter in Marokko.
- Gabrielle Jeanne (1909–1998).
- Louis Jacques Victor (1919–1999): Ehrenlegion, Ordre de la Libération, Croix de guerre, Croix de la Valeur militaire, Médaille de la Résistance mit Rosette, Distinguished Flying Cross, Pilot und Fliegerlegende.

## Ehrungen
- 7. Februar 1894: Ritter der Ehrenlegion
- 13. Juli 1915: Offizier der Ehrenlegion
- 12. Oktober 1918: Kommandeur der Ehrenlegion
- 28. Dezember 1928: Großoffizier der Ehrenlegion
- 14. Dezember 1949: Großkreuz der Ehrenlegion
- Croix de guerre
- Médaille Interalliée de la Victoire
- Médaille commémorative de la guerre 1914–1918
- Médaille coloniale (Sudan)
- Army Distinguished Service Medal